# Sitio de Trieste
El Sitio de Trieste tuvo lugar del 12 a finales de octubre de 1813 dentro de la Campaña del Adriático (1807-1814). Un ejército anglo-austríaco comandado por el mariscal de campo Nugent capturó la ciudad de Trieste defendida por la guarnición franco-italiana del coronel Rabie. 

## Contexto
El 12 de agosto de 1813, después de varias semanas de maniobras diplomáticas, Austria declaró la guerra a Francia y se unió a la Sexta Coalición. Desde el 15 de agosto, un ejército austriaco invade las Provincias Ilirias. Karlovac y Villach caen en pocos días, lo que empuja al gobernador, Joseph Fouché, a retirar su administración de Liubliana a Trieste, a la que llega el 27 de agosto.
Enfrentado con el ejército austriaco, el virrey de Italia, Eugenio de Beauharnais, solo tiene fuerzas débiles, debido a la gran cantidad de italianos perdidos en la campaña rusa del año anterior. El 8 de septiembre, la administración de las provincias ilirias evacuó Trieste y se replegó en Gorizia. Tres días después los austríacos y británicos tomaban Pula y el 12 Koper. 

## Progreso del asedio
El 12 de octubre, el mariscal de campo Nugent, al frente de 3.500 anglo-austriacos y con el apoyo del escuadrón inglés del almirante Thomas Fremantle, puso sitio a Trieste. Varios asaltos contra las posiciones francesas resultaron infructuosos hasta que el 22 de octubre una batería de pólvora es trasladada hasta el lugar. Esta inflige un daño significativo al fuerte, que sin embargo resiste unos días hasta ser rendido por completo. La lucha cesa el 28 de octubre según Digby Smith y el 31 según Jean-Claude Castex. Ese mismo día caía la fortaleza de Knin en poder del Imperio austríaco.

## Consecuencias
Los sitiadores tienen 63 muertos y heridos. De los 800 hombres en la guarnición, 641 son tomados prisioneros. Según Digby Smith, la guarnición es devuelta libre al puesto francés más cercano, mientras que Jean-Claude Castex dice que se rindieron incondicionalmente y que fueron hechos prisioneros.
La caída de Trieste, de Zadar el 5 de diciembre, de Kotor el 3 de enero y de Ragusa el 27 de enero de 1814. Ponen fin a la dominación francesa de las provincias Ilirias.
Lo que permite al ejército austríaco volcarse en el norte de Italia y el valle del Po. Con la ayuda de la flota británica desembarcaron en su desembocadura tomando el 14 de noviembre Goro y al día siguiente Comacchio, Cesenatico el 8 de enero, Módena el 8 de febrero y Parma el 9 de marzo de 1814.